# El Cubillo (Albacete)
El Cubillo es una localidad española del municipio de Robledo, perteneciente a la provincia de Albacete, en la comunidad autónoma de Castilla-La Mancha.

## Historia
Hacia mediados del siglo XIX, el lugar, ya por entonces perteneciente a Robledo, tenía contabilizada una población de 80 habitantes. Aparece descrito en el séptimo volumen del Diccionario geográfico-estadístico-histórico de España y sus posesiones de Ultramar de Pascual Madoz de la siguiente manera:

CUBILLO: ald. en la prov. de Albacete, part. jud. de Alcaráz, térm. jurisd. de Robledo, forma parte de esta v.; tiene 20 casas. pobl.: 20 vec., 80 alm. cap. prod., imp. y contr. con Robledo.
(Madoz, 1847, pp. 197-198)

En 2022, tenía empadronados 21 habitantes.